# Graphite by Peter Gast
Graphite by Peter Gast is een restaurant in Amsterdam. De eetgelegenheid is eind 2018 geopend door Peter Gast en Jacqueline van Liere. Het restaurant had van 2020 tot en met 2024 een Michelinster. In februari 2025 is het restaurant gesloten. 

## Locatie
Het restaurant is gevestigd in het centrum van Amsterdam in de Grachtengordel. Het pand is een voormalige diamantslijperij, waar de naam van de eetgelegenheid ook aan is afgeleid. Vanwege het speakeasy-concept, waar het bestaan van een horecagelegenheid geheim wordt gehouden, is er weinig bekend over de locatie.

## Geschiedenis

### Opening
Chef-kok Peter Gast was samen met zijn partner Jacqueline van Liere van 2002 tot en met 2018 eigenaar van 't Schulten Hues in Zutphen. Dit restaurant had van 2004 tot de sluiting een Michelinster. Ze sloten de eetgelegenheid om een kleinschalige nieuwe zaak te openen in Amsterdam. Het restaurant biedt plaats aan slechts 20 couverts.

### Erkenning
Twee jaar na de opening van de zaak, in januari 2020, is Graphite by Peter Gast onderscheiden met een Michelinster van de Franse bandenfabrikant. De zaak kreeg in 2024 16 van de 20 punten in de GaultMillau-gids. In oktober 2024 verloor het restaurant de Michelinster.